# Aughton (South Yorkshire)
Aughton è un paese della contea del South Yorkshire, in Inghilterra.